# Xincai
Xincai  (en chino, 新蔡; pinyin, Xīncài; Wade-Giles, hsin ts'ai; transcripción antigua, sin tsai) es un condado  bajo la administración directa de la Prefectura Zhumadian en la Provincia de Henan, República Popular China.  Su área es de 1441 km² y su población total para 2020 superó los 820 mil habitantes. 

## Administración
Desde julio de 2024, el  Condado Xincai  se divide en 23 pueblos  administrados en 3 subdistritos, 11  poblados y 9 villas.

## Toponimia
El topónimo Shangcai [/xin-Dsái/] significa "nueva Cai".
El ancestro legendario de la humanidad, Fuxi, dibujó los Ocho Trigramas (八卦) a orillas del río Cai (蔡河), inspirado por el crecimiento de la milenrama. Así, el lugar recibió el nombre de Cai. El sinograma "Cai" se forma por el radical hierba (艹) y el ideograma del sacrificio ritual (祭), lo que se concluye que "cai" era un conjunto de hierbas usada en rituales, entre ellas la milenrama.
En el siglo XI aC, el rey Wu de Zhou concedió el territorio de Cai a su hermano menor, Shu Du (叔度), estableciendo el Estado Cai (蔡国). Este nombre "cai" se convirtió en el apellido del clan, que gobernó durante 18 generaciones (cerca de 500 años). En los registros históricos, esta época se conoce como Shangcai (上蔡, "Cai Superior").
En el 531 aC, el Estado de Chu destruyó el Estado Cai. Tres años después, el Marqués Ping de Cai restauró el estado y trasladó su capital, lo cual este periodo se conoce como Xincai (nueva Cai).
Más tarde, otro movimiento hacia el este llevó a fundar Xiacai (下蔡 "Cai Inferior") en Anhui. En el 447 aC, el Estado Chu volvió atacar  dando su golpe final.